# 印度腐敗問題

2023 年全球腐败印象指数的地图；分数越高表明腐败程度越低
100 – 90
89 – 80
79 – 70
69 – 60
59 – 50
49 – 40
39 – 30
29 – 20
19 – 10
9 – 0
No data

印度的腐败问题影响着中央、省级和地方政府的经济发展。腐败被认为是阻碍印度经济增长的因素之一。据透明国际组织在2005 年进行的一项研究表示，超过 62% 的印度人曾在某个时候向公职人员行贿以完成某项工作。2008年，另一份报告显示，约50%的印度人曾亲身经历过为获得公共服务而行贿或依靠关系网的情况。在透明国际发布的2023年“腐败印象指数”对180个国家的腐败程度进行了评分，分值范围从0分（高度腐败）到100分（非常清廉）。印度得分为39分。在180个国家中排名第93位，其中得分最高的国家被认为公共部门最为清廉。相比之下，全球得分最高为90分（排名第一），最低为11分（排名第180），全球平均分为43分。而在亚太地区，得分最高的国家为85分，最低分17分，平均分45分。印度的腐败现象由多种因素导致，包括官员挪用政府社会福利项目的资金，例如“圣雄甘地国家农村就业保障法案”和“国家农村卫生任务”等项目。此外，印度的卡车运输行业也是腐败重灾区，每年在高速公路上的各类监管和警务检查站需支付数十亿卢比的贿赂。
新闻媒体广泛报道了印度公民将数百万卢比藏匿在瑞银集团的腐败指控。瑞士当局最初否认了这些指控，但在2015-2016年间，这些指控被证实。 2021 年 7 月，印度中央直税会(CBDT) 对回应了信息自由公开请求，称截至 2021 年 6 月的调查中，他们在印度境内和境外外发现了 2007.8 亿卢比的未申报资产。印度腐败的原因包括监管过度、税收和许可制度复杂、各政府部门的官僚体系不透明且拥有自由裁量权、政府控制的机构在某些商品和服务上的垄断地位，以及缺乏透明的法律和流程。印度各地的腐败程度以及政府减少腐败的努力存在显着差异。

## 政治
印度的腐败问题对法治保护和公平司法的实现产生了深远影响。截至 2009 年 12 月，印度542位议员中有120人因各类罪行被指控，根据印度警方的笔录登记报告制度，任何人都可以对他人提出刑事指控。自2010年以来，多个涉及政府高级官员的大型丑闻被曝光，包括2010年英联邦运动会丑闻（约7000亿卢比，折合84亿美元）、阿达什住房协会骗局，煤炭开采骗局（ 约1.86万亿卢比，折合220亿美元）、卡纳塔克邦采矿丑闻、买票丑闻和选举债券丑闻。此外，地方层级的腐败事件也层出不穷，如萨拉达集团金融丑闻、Narada秘密拍摄行动、玫瑰谷金融丑闻，以及西孟加拉邦教师招聘丑闻等。

## 问责制度不完善
由于印度的反腐部门形同虚设，官员和政客们常常可以无所顾忌地进行腐败行为。这一事实也在美国国务院于2022年4月发布的年度国家报告中有所提及。在特别部分“政府中的腐败与缺乏透明度”中，报告指出，印度的法律对各级政府官员的腐败行为设有刑事处罚。然而，官员们仍频繁从事腐败活动，并且大多不受惩罚。报告指出，当年有大量关于政府腐败的报道。美国报告进一步揭露，印度各级政府对官员不当行为缺乏问责机制，导致普遍的有罪不罚现象。尽管有些个案进行了调查和起诉，但执法松懈、警力不足，以及法院系统负担过重和资源不足，导致定罪率偏低。美国的报告补充说，印度的腐败发生在不同层面，例如为加快警察保护、入学、水供应和政府援助等服务而支付贿赂。

## 官僚

### 受贿
透明国际组织2005 年在印度进行的一项研究发现，超过62%的印度人曾亲身经历过行贿或通过兜售关系来获得公共部门的服务。税收和贿赂在跨省时非常普遍；透透明国际估计，卡车司机每年支付的贿赂金额达到222亿印度卢比（2700万美元）。政府监管机构和警察各自分得43%和45%的贿赂款项。在检查站和入境点的停留时间每天可能长达11小时。大约60%的道路停留（由政府监管机构、警察、森林、销售和消费税、进货税以及称重与测量部门等相关当局强制实施）都是为了勒索钱财。这些停工造成的生产力损失是全国关注的一个重要问题；如果能够避免这些强制性延误，卡车运输的次数可能会增加40%。根据世界银行2007年发布的一项报告，如果消除腐败和相关的监管停留行为，从德里到孟买的旅行时间可能缩短约2天。2009 年对亚洲主要经济体的一项调查显示，印度的公务员制度不仅是新加坡、香港、泰国、韩国、日本、马来西亚、台湾、越南、中国、菲律宾和印度尼西亚中效率最低的，而且与印度政府合作的效率也是最低的。对公务员晋升是一个“缓慢而痛苦”的过程。

### 土地和财产
据称，印度的官员有偷窃国有财产的行为。在印度的城市和乡村，许多市政官员、政府其他官员、民选政治人物、司法人员、房地产开发商以及执法官员，共同以非法的方式获取、开发和出售土地。这些官员和政治人物因其巨大的权力和影响力，往往得以受到很好的保护。除此之外，许多贫民窟居民在如“普德南·曼特里乡村住房计划”、“拉吉夫住房计划”、“普德南·曼特里住房计划”等多个住房计划下获得分配的住房，由于严重的失业和缺乏稳定收入来源，他们将这些房屋出租以谋取生计。

### 招标过程与合同授予
2006 年的一份报告声称，印度北方邦的州政府资助的建筑活动（例如道路建设）几乎完全被建筑黑帮主导，这些黑手党由腐败的公共工程官员、材料供应商、政客和建筑承包商组成。政府资助项目中的腐败造成的问题不仅限于北方邦。世界银行的研究发现，公共分配计划和社会支出合同已被证明因腐败而浪费。例如，政府于 2005 年 8 月 25 日实施了《圣雄甘地国家农村就业保障法》(MGNREGA)。该福利计划的中央政府支出为 ₹400 crore 2010-2011 财年（4800 万美元）。经过5年的实施，2011年，该计划被广泛批评为并不比印度其他减贫计划更有效。尽管有着良好的初衷，MGNREGA 仍面临着诸多挑战：据报道，腐败官员为假农村雇员谋取私利、项目基础设施质量差，以及对贫困产生意想不到的破坏性影响。

### 科学技术
CSIR（科学与工业研究委员会）长期致力于根除印度的腐败。CSIR 的成立宗旨是进行转化研究和创造真正的技术，但它被指责转变为一个仪式化、过于官僚的组织，除了大量生产论文之外几乎没有什么作用。印度科学家面临着许多问题，其中一些问题要求透明度、精英制度以及对监督科学技术的官僚机构进行彻底改革。苏米特·巴杜里表示：“将印度科学转变为创新过程的一部分面临着许多挑战。许多有能力的印度科学家渴望成为无效的管理者（由于行政权力和政治庇护），而不是从事能够带来改变的科学”。曼莫汉·辛格总理在第 99 届印度科学大会上发表讲话，并在咨询委员会告知他“创新和创造性工作的整体环境”以及“战争-需要“类似”的方法。

### 矿产资源优惠奖励
2011年8月，一起铁矿石开采丑闻成为印度媒体焦点。 2011 年 9 月，卡纳塔克邦立法议会当选议员贾纳达纳·雷迪 (Janardhana Reddy) 因腐败和在其家乡非法开采铁矿石的指控而被捕。据称，他的公司近年来获得资源优惠分配，组织并向中国企业出口了价值数十亿美元的铁矿石，而没有向卡纳塔克邦财政部门或印度中央政府支付任何特许权使用费，而这些中国公司向雷迪控制的在加勒比海和北大西洋避税天堂注册的空壳公司付款。 据称，腐败的政府官员也与雷迪合作，从负责监管采矿的政府官员到负责监管港口设施和航运的政府官员。这些官员每月收受贿赂，以换取向中国非法出口非法开采的铁矿石。此类丑闻导致印度要求采取协商一致的行动计划，消除非法、政治腐败的政府官员对印度矿产资源的盗版行为，消除非法采矿的激励措施，并为合法采矿和开采提供激励措施。国内利用铁矿石和钢铁制造。

### 驾驶执照
2004年至2005年进行的一项研究发现，印度的驾驶执照程序是一个极其扭曲的官僚程序，通过推广使用代理人，允许驾驶能力较低的司机获得驾驶执照。有支付意愿的个人会支付高于官方费用的大量费用，其中大部分额外费用都支付给代理人，他们充当官僚和申请人之间的中间人。为了获得许可证，被许可人平均支付 1,080 卢比，大约是官方费用 450 卢比的 2.5 倍。平均而言，那些聘请代理人的人的驾驶能力较低，代理人帮助不合格的驾驶员获得驾照并绕过法定的驾驶考试。在接受调查的个人中，大约 60% 的驾照持有者甚至没有参加驾照考试，其中 54% 的驾照持有者未通过独立驾驶考试。代理人是这个官僚驾驶执照制度中的腐败渠道，为那些没有驾驶资格的人获得驾驶执照提供便利。这种许可制度的一些失败是由腐败的官僚造成的，他们与代理人合作，在系统内对那些不雇用代理人的人设置了额外的障碍。

### 趋势
比贝克·德布罗伊（Bibek Debroy）教授和拉维什·班达里（Laveesh Bhandari）教授在他们的著作《印度的腐败：印度公职人员可能窃取的 DNA 和 RNA ₹921 卢布 （110 亿美元），即 GDP 的 1.26%，是通过腐败造成的。该书声称大多数贿赂发生在政府提供的服务以及运输和房地产行业。贿赂和腐败现象普遍存在，但某些领域的问题往往比其他领域更多。 2013 年安永会计师事务所研究报告称，被认为最容易腐败的行业为：基础设施和房地产、金属和采矿、航空航天和国防以及电力和公用事业。有一系列特定因素使某个行业比其他行业更容易受到贿赂和腐败风险的影响。大量使用中间商、大额合同、联络活动等推动了脆弱部门腐败行为的深度、数量和频率。毕马威2011 年的一项研究报告称，印度的房地产、电信和政府运营的社会发展项目是受腐败困扰的三大行业。研究发现，印度的国防、信息技术和能源部门是最具竞争力和最不易腐败的部门。CMS India 在其 2010 年印度腐败研究报告中声称，印度社会经济弱势群体受政府腐败影响最严重。其中包括农村和城市贫民，尽管该研究声称 2005 年至 2010 年间，全国范围内的腐败观念有所下降。在这 5 年期间，来自印度各地的中产阶级和最贫困阶层的受访者中，有相当多的人声称政府腐败随着时间的推移，腐败现象有所减少，而且他们对贿赂要求的直接经历也较少。下表比较了印度一些主要邦的反腐败努力。 指数上升意味着反腐败力度加大，腐败现象下降。根据该表，比哈尔邦和古吉拉特邦的反腐败工作有了显着改善，而阿萨姆邦和西孟加拉邦的情况则恶化。与此表中的结果一致，2012 年 BBC 新闻报道称，比哈尔邦近年来已转变为印度腐败程度最低的邦。
| 州/邦          | 1990–95 | 1996–00 | 2001–05 | 2006–10 |
| -------------- | ------- | ------- | ------- | ------- |
| 比哈尔邦       | 0.41    | 0.30    | 0.43    | 0.88    |
| 古吉拉特邦     | 0.48    | 0.57    | 0.64    | 0.69    |
| 安得拉邦       | 0.53    | 0.73    | 0.55    | 0.61    |
| 旁遮普省       | 0.32    | 0.46    | 0.46    | 0.60    |
| 查谟和克什米尔 | 0.13    | 0.32    | 0.17    | 0.40    |
| 哈里亚纳邦     | 0.33    | 0.60    | 0.31    | 0.37    |
| 喜马偕尔邦     | 0.26    | 0.14    | 0.23    | 0.35    |
| 泰米尔纳德邦   | 0.19    | 0.20    | 0.24    | 0.29    |
| 中央邦         | 0.23    | 0.22    | 0.31    | 0.29    |
| 卡纳塔克邦     | 0.24    | 0.19    | 0.20    | 0.29    |
| 拉贾斯坦邦     | 0.27    | 0.23    | 0.26    | 0.27    |
| 喀拉拉邦       | 0.16    | 0.20    | 0.22    | 0.27    |
| 马哈拉施特拉邦 | 0.45    | 0.29    | 0.27    | 0.26    |
| 北方邦         | 0.11    | 0.11    | 0.16    | 0.21    |
| 奥里萨邦       | 0.22    | 0.16    | 0.15    | 0.19    |
| 阿萨姆邦       | 0.21    | 0.02    | 0.14    | 0.17    |
| 西孟加拉邦     | 0.11    | 0.08    | 0.03    | 0.01    |

## 黑钱
黑钱是指不完全或合法属于“所有者”财产的金钱。一份关于印度黑钱的政府白皮书提出了印度黑钱的两个可能来源；第一个包括法律不允许的活动，例如犯罪、毒品贸易、恐怖主义和腐败，所有这些在印度都是非法的；第二个是可能通过合法活动产生但因未申报收入和工资而积累的财富税。其中一些黑钱最终进入国际边界的非法资金流动，例如避税天堂国家的存款。总部位于华盛顿的全球金融诚信组织 2010 年 11 月的一份报告估计，自 1948 年开始的 60 年间，印度因非法资金流动损失了 2,130 亿美元；经通货膨胀调整后，2010 年这一数字估计为 4,620 亿美元，即每年约 80 亿美元（人均每年 7 美元）。该报告还估计，截至2008年底，印度地下经济规模约为6400亿美元，约占该国GDP的50%。2004 年，按公民在瑞士银行持有的资金计算，印度排名第 38 位，但随后在 2015 年排名上升至第 61 位，2016 年排名进一步上升，排名第 75 位。根据 2010 年的一份报告《印度教徒报》文章称，非官方估计表明，印度人在瑞士银行储存了超过 14,560 亿美元的黑钱（约 1.4 万亿美元）。虽然一些新闻报道声称瑞士银行业协会报告（2006 年）提供的数据显示印度的黑钱比世界其他国家的总和还多，最近的一份报告引用了 SBA 的数据国际通讯主管表示，瑞士银行业协会不存在此类官方统计数据。另一份报告称，印度拥有的瑞士银行账户资产价值是该国国债的13倍。这些指控已被瑞士银行家协会否认。瑞士银行家协会的詹姆斯·内森（James Nason）在接受有关印度黑钱指控的采访时表示，“（黑钱）的数字很快被印度媒体和印度反对派圈子报道，并被当作福音真理传播。然而，这个故事瑞士银行家协会从未发表过这样的报告，任何声称拥有此类数据（针对印度）的人都应该被迫查明其来源并解释其生成方法。”全球金融诚信组织的德夫·卡 (Dev Kar) 在另一项研究中得出结论：“印度流传的媒体报道称，印度国民持有约 1.4 万亿美元的非法外部资产，与他的研究发现的估计相比，这与事实大相径庭。” Kar 声称，这些金额要小得多，1948 年至 2008 年间，平均每年仅占印度 GDP 的 1.5% 左右。这包括腐败、贿赂和回扣、犯罪活动、贸易定价不当，以及为印度人的财富逃避印度税收而做出的努力当局。根据 2012 年 5 月发布的第三份报告，瑞士国家银行估计，截至 2010 年底，印度公民在所有瑞士银行的存款总额为 19.5 亿瑞士法郎（ ₹92.95 亿卢布 （11 亿美元））。瑞士外交部应印度外交部的要求确认了这些数字。这一数额比一些媒体报道中所谓的 1.4 万亿美元少了约 700 倍。该报告还对印度人和其他国家公民在瑞士银行的存款进行了比较。印度公民持有的存款总额仅占所有国家公民银行存款总额的0.13%。此外，印度人在瑞士银行的所有国家公民的银行存款总额中所占的比例已从2006年的0.29%下降到2010年的0.13%。

## 股市骗局
印度证券交易所、孟买证券交易所和印度国家证券交易所因几起备受瞩目的腐败丑闻而受到震动。证券交易委员会有时印度证券交易委员会(SEBI) 已禁止各种个人和实体在交易所进行股票市场操纵交易，特别是市场流动性差的小盘股公司和细价股。

## 司法
透明国际称，印度司法腐败的原因包括“案件处理拖延、法官短缺和程序复杂，所有这些都因新法律的大量出台而加剧”。多年来，针对法官的指控层出不穷，2011 年，加尔各答高等法院前法官苏米特拉·森 (Soumitra Sen ) 成为印度第一位被印度议会上院弹劾的法官。因挪用资金。

## 反腐败倡议

### 知情权法
2005 年的《知情权法》要求政府官员提供公民要求的信息，否则将面临惩罚性行动，以及服务的计算机化和成立警戒委员会。这大大减少了腐败并开辟了纠正不满的途径。

### 公共服务权利法
印度 19 个邦颁布的公共服务权立法保证了政府向公民提供的各种公共服务在规定时间内提供，并提供了惩罚未能提供《公共服务法》规定服务的公务员的机制。该法规。服务权立法旨在减少政府官员的腐败并提高透明度和公共问责制。

### 印度的反腐败法
印度公务员可能会被判处数年监禁，并根据以下规定因腐败而受到处罚：
- 《印度刑法典》（1860年）
- 《1961年所得税法》中的起诉条款
- 《1988年防止腐败法》
- 《1988年禁止代持交易法》（用于禁止代持交易）
- 《2002年反洗钱法》

印度对贿赂的处罚可能是六个月到七年的监禁。
印度自 2005 年起也是《联合国反腐败公约》的签署国（2011 年批准）。该公约涵盖了广泛的腐败行为，并提出了某些预防政策。2013 年《Lokpal 和 Lokayuktas 法》于 2014 年 1 月 16 日生效，旨在规定设立Lokpal机构来调查印度某些公职人员的腐败指控。2011 年《举报人保护法》提供了一个机制，调查公务员涉嫌腐败和滥用权力的行为，并保护任何揭露政府机构、项目和办公室涉嫌不当行为的人，该法已于 5 月 9 日获得印度总统的批准2014年，（截至8月2日）正在等待中央政府的通知。目前印度没有法律规定来制止私营部门的腐败行为。政府提出了对现有法案和某些新法案的修正案，以遏制私营部门的腐败。大额腐败主要发生在大型商业或公司实体的运营中。为防止供给侧行贿行为，建议追究公司主要管理人员及公司为谋取不正当利益而行贿的责任。2002 年《防止洗钱法》规定，腐败公务员的财产将被没收。不过，政府正在考虑将没收或没收腐败公务员财产的条款纳入 1988 年《防止腐败法》，以使其更加独立和全面。由中央直接税委员会（CBDT）主席领导的委员会已经成立，负责研究加强法律的方法，以遏制印度黑钱的产生、非法转移到国外以及追回。 “委员会应审查现有的法律和行政框架，以应对通过非法手段产生黑钱的威胁，其中除其他外包括： 1. 宣布非法产生的财富为国家资产； 2. 颁布/修订法律以没收和追回此类资产；以及 3. 对肇事者进行惩戒性惩罚。” （资料来源：2013年安永报告《贿赂与腐败》 （2013年8月23日通过Wayback Machine存档）2013 年《公司法》包含一些规范公司欺诈行为的条款，包括加大对欺诈行为的处罚力度、赋予严重欺诈调查办公室更多权力、审计师揭露欺诈行为的强制性责任以及增加独立董事的责任。2013 年《公司法》还规定了强制性守夜机制，允许董事和员工报告问题，并为每家上市公司和任何其他接受公众存款或从银行贷款超过 5 亿卢比的公司规定了举报人保护机制。和金融机构。此举旨在避免困扰印度的萨蒂扬丑闻等会计丑闻。它取代了1956 年《公司法》，事实证明该法在处理 21 世纪问题方面已经过时。2015年，议会通过了《 2015年黑钱（未披露的外国收入和资产）和征税法案》，以遏制和处罚囤积在国外的黑钱。该法案已于2015年5月26日获得印度总统的批准，并于2015年7月1日生效。

### 反腐败警察和法院
所得税调查总局、中央监察委员会和中央调查局均负责反腐败行动。某些邦，如安得拉邦（安得拉邦反腐败局）、喀拉拉邦（喀拉拉邦警戒与反腐败局）和卡纳塔克邦（洛卡尤塔）也有自己的反腐败机构和法院。
| 州/邦          | 反腐败机构                     |
| -------------- | ------------------------------ |
| 安得拉邦       | 安得拉邦反腐败局               |
| 阿鲁纳恰尔邦   | 阿鲁纳恰尔邦人民申诉专员       |
| 阿萨姆邦       | 阿萨姆邦警戒与反腐败局         |
| 比哈尔邦       | 比哈尔邦警戒部                 |
| 恰蒂斯加尔邦   | 恰蒂斯加尔邦反腐败局           |
| 果阿邦         | 果阿邦警察反腐败分局           |
| 古吉拉特邦     | 古吉拉特邦反腐败局             |
| 哈里亚纳邦     | 哈里亚纳邦警戒局               |
| 喜马偕尔邦     | 喜马偕尔邦国家警戒和反腐败局   |
| 贾坎德邦       | 贾坎德邦反腐败局               |
| 卡纳塔克邦     | 卡纳塔克邦人民申诉专员         |
| 喀拉拉邦       | 喀拉拉邦警戒与反腐败局（VACB） |
| 中央邦         | 中央邦人民申诉专员特别警察处   |
| 马哈拉施特拉邦 | 马哈拉施特拉邦反腐败局         |
| 曼尼普尔邦     | 曼尼普尔邦警戒与反腐败部门     |
| 梅加拉亚邦     | 梅加拉亚邦警察反腐败部门       |
| 米佐拉姆邦     | 米佐拉姆邦反腐败局             |
| 那加兰邦       | 那加兰邦警戒与反腐败警察局     |
| 奥里萨邦       | 奥里萨邦警戒局                 |
| 旁遮普邦       | 旁遮普邦警戒局                 |
| 拉贾斯坦邦     | 拉贾斯坦邦反腐败局             |
| 锡金邦         | 锡金邦警戒警察局               |
| 泰米尔纳德邦   | 泰米尔纳德邦警戒与反腐败局     |
| 特伦甘纳邦     | 特伦甘纳邦反腐败局             |
| 特里普拉邦     | 特里普拉邦反腐败局             |
| 北方邦         | 北方邦反腐败组织               |
| 北阿坎德邦     | 北阿坎德邦警戒机构             |
| 西孟加拉邦     | 西孟加拉邦反腐败局             |
| 德里           | 德里警察警戒部门               |

安得拉邦反腐败局（ ACB ）已对“现金换取保释”骗局展开大规模调查。CBI 法院法官 Talluri Pattabhirama Rao 因收受贿赂以保释卡纳塔克邦前部长 Gali Janardhan Reddy 于 2012 年 6 月 19 日被捕。根据《印度刑法典》和《防止腐败法》，还对另外七人立案。

### 民间反腐败贪污组织
印度成立了各种组织来积极打击腐败的政府和商业行为。著名组织包括：
- 由兰德福成立的巴拉特·斯瓦比曼信托基金十年来一直致力于反对黑钱和腐败。
- 第五支柱最著名的是零卢比纸币的发明，这是一种毫无价值的钞票，旨在在腐败官员索贿时提供给他们。[94]
- 印度反腐败是 2011-12 年期间活跃的一项流行运动，受到媒体的广泛关注。其杰出的公众形象包括 阿尔温德·凯杰里瓦尔、基兰·贝迪和安纳·哈扎尔。凯杰里瓦尔继续组建了普通人党，安纳·哈扎尔建立了‘人民民主阵线’。[95]
- 贾戈·雷！是由塔塔消费品公司和贾纳格拉哈创立的一个组织，旨在增加青年选民登记。[96]此后，他们扩大了工作范围，包括腐败在内的其他社会问题。[97]
- Lok Satta 运动已经从一个民间组织转变为一个成熟的政党，即 Lok Satta Party。该党已在安得拉邦、泰米尔纳德邦和班加罗尔派出了候选人。2009 年，当贾亚·普拉卡什·纳拉亚纳赢得安得拉邦 库卡特帕尔莱议会选区的选举时，它获得了第一个民选职位。
- 由拉胡尔·奇曼拜·梅塔 (Rahul Chimanbhai Mehta)创立的罢免权党是参加选举的政党之一，其议程是通过罢免权来减少腐败。[98][99]

### 选举改革
为了提高印度选举进程的效率和有效性，人们正在讨论一些想法。

## 导致印度腐败的原因
在 2004 年印度腐败报告中，全球最大的审计和合规公司之一毕马威 (KPMG)指出了印度助长腐败的几个问题。报告指出，高税收和过度监管官僚主义是主要原因；印度边际税率很高，监管机构众多，有权阻止任何公民或企业处理日常事务。印度当局搜查和询问个人的权力为腐败的公职人员索取贿赂创造了机会——每个个人或企业都可以决定正当程序所需的努力和拖延的成本是否值得支付所要求的贿赂。在高税收的情况下，清偿腐败官员比税收便宜。报告称，这是印度和全球其他 150 个国家腐败的主要原因之一。在房地产行业，印度高额的资本利得税助长了大规模腐败。毕马威报告称，印度的高房地产税与腐败之间的相关性很高，与其他国家（包括发达经济体）一样；这种相关性在现代以及人类历史上几个世纪的不同文化中都是如此。人们渴望缴纳低于国家要求的税款，这解释了腐败的需求面。最终的结果是腐败官员收受贿赂，政府未能为自己的预算征税，腐败加剧。报告建议通过监管改革、简化流程和降低税收来增加税收收入和减少腐败根源。除了税率和监管负担之外，毕马威的报告还声称腐败是政府不透明的流程和文书工作造成的。缺乏透明度为腐败的需求者和提供者提供了回旋余地。只要客观标准和透明流程缺失，而主观意见驱动的监管机构和不透明/隐藏流程存在，腐败的条件就成熟了。国际货币基金组织的维托·坦齐（Vito Tanzi）在一项研究中指出，与世界其他国家一样，印度的腐败是由过度的监管和授权要求、复杂的税收和许可制度、强制支出计划、缺乏竞争性的自由市场、某些商品的垄断造成的。政府控制的机构和服务提供者、官僚机构、对腐败公职人员缺乏惩罚以及缺乏透明的法律和程序。 哈佛大学的一项研究发现，这些是印度腐败和地下经济的一些原因。

## 腐败的影响

### 失去信誉
全球专业服务公司安永会计事务所(EY) 于 2013 年进行的一项关于印度贿赂和腐败的研究中，大多数来自私募股权公司的调查受访者表示，一家在被认为高度腐败的行业运营的公司由于投资者在交易时会努力讨价还价并考虑腐败成本，因此在对其业务的公平估值方面可能会失去优势。根据毕马威的一份报告，“高层腐败和诈骗现在正威胁着国家的信誉和经济繁荣”。

### 经济损失
如果腐败官僚为了索取更多贿赂而引入繁文缛节，腐败可能会导致进一步的官僚拖延和效率低下。制度效率的这种不足可能会通过降低资本的私人边际产品和投资率来间接影响增长。莱文和雷内尔特表明，投资率是经济增长的一个强有力的决定因素。官僚效率低下还通过经济投资的不当分配直接影响经济增长。 此外，腐败会导致特定收入水平下的经济增长放缓。

### 教育质量
印度教育体系的腐败一直在侵蚀教育质量，并对社会造成长期的负面影响。印度的教育腐败被认为是国内黑钱的主要原因之一。2021年，私立大学马纳夫巴蒂大学被指控在十多年来出售数万个学位以换取金钱。

## 备注
1. ↑  阿富汗、澳大利亚、孟加拉国、不丹、柬埔寨、中国、斐济、香港、印度、印度尼西亚、日本、老挝、马来西亚、马尔代夫、蒙古、缅甸、尼泊尔、新西兰、朝鲜、巴基斯坦、巴布亚新几内亚、菲律宾、新加坡、所罗门群岛、韩国、斯里兰卡、台湾、泰国、东帝汶、瓦努阿图和越南。